# Larbi El Hadi
Larbi El Hadi (27 maggio 1961) è un ex calciatore algerino, di ruolo portiere.

## Carriera
Con la Nazionale algerina ha partecipato ai Mondiali 1986 dispuntandovi 2 partite. Nel 1990 ha vinto con la suddetta Nazionale, la Coppa d'Africa 1990.

## Palmarès

### Nazionale
- Coppa d'Africa: 1

Algeria 1990